# 라베르즈망드바레
라베르즈망드바레(프랑스어: L'Abergement-de-Varey)는 론알프 앵주에 위치해 있는 프랑스 코뮌이다.

## 지리
라베르즈망드바레는 퐁댕(Pont-d'Ain)과 그리 멀지 않은 뷔제(Bugey)의 첫 번째 언덕에 위치해 있다. GR 59가 산비탈에 위치해 있는 이곳을 가로지르고 있다.

## 지명
아베르즈망(Abergement)이라는 이름이 쓰여진 가장 오래된 건 1169년 문서에 써있는"Villa que dicitur l'Arbergementum Sanctis Johannis"란 문구이며, 외에도 1212년과 1288년 "L'Albertgiment"과 1288년 "Albergamentum"이란 단어가 쓰인 것이 발견됐다.
프랑코프로방스어에서, 아베르즈망은 봉건 군주가 봉신에게 내려준 땅을 의미하며, 봉신은 봉건 군주에게 매년 수수료를 지불해야 했다. 이 장기 임대 방식은 토지의 개간과 농업의 발전을 도모하기 위한 것이었다.
앵주에는 쥐라 산맥 근처에서 잘 나타나는 아베르즈망(Abergement)이라는 이름을 가진 코뮌이 라베르즈망클레망시아(L'Abergement-Clémenciat), 르프티아베르제망(Le Petit-Abergement), 르그랑아베르제망(Le Grand-Abergement)으로 네 개였으나, 2016년 1월 1일, 개편으로 인해 오트발로메로 편입되었다. 외에도 쥐라주(Jura), 손에루아르주(Saône-et-Loire), 두주(Doubs)에도 아베르즈망이라는 이름을 가진 지명이 여럿 존재한다.

## 인구
인구의 증가는 1793년 코뮌에서 조사했던 인구 조사에서부터 나타났다. 2006년부터는 매년 Insee(프랑스의 통계청)에서 각 코뮌에서 거주하고 있는 인구의 수가 게재되고 있다. 인구 조사는 5년 동안 지방 자치 단체의 영토에 대한 연례 정보 수집에 기초를 두고 있다. 만 명 이하로 사는 코뮌에서는 5년마다 인구 조사가 시행되고 있으며, 해외에 있는 사람은 외삽법이나 내삽법을 통해 추정한다. 이 방법으로 시행된 첫 인구 조사는 2006년에 시행되었다.
2017년에는, 라베르즈망드바레에 248명의 주민이 살고 있으며, 이는 2012년보다 5.53% 늘어난 수치이다.
| 연도 | 인구 | ±% p.a. |
| ---- | ---- | ------- |
| 1793 | 532  | —       |
| 1800 | 541  | +0.24%  |
| 1806 | 559  | +0.55%  |
| 1821 | 546  | −0.16%  |
| 1831 | 552  | +0.11%  |
| 1836 | 539  | −0.48%  |
| 1841 | 549  | +0.37%  |
| 1846 | 547  | −0.07%  |
| 1851 | 540  | −0.26%  |
| 1856 | 486  | −2.09%  |
| 1861 | 496  | +0.41%  |
| 1866 | 491  | −0.20%  |
| 1872 | 496  | +0.17%  |
| 1876 | 484  | −0.61%  |
| 1881 | 490  | +0.25%  |
| 1886 | 486  | −0.16%  |
| 1891 | 421  | −2.83%  |
| 1896 | 391  | −1.47%  |
| 1901 | 357  | −1.80%  |

| 연도 | 인구 | ±% p.a. |
| ---- | ---- | ------- |
| 1906 | 323  | −1.98%  |
| 1911 | 291  | −2.06%  |
| 1921 | 256  | −1.27%  |
| 1926 | 253  | −0.24%  |
| 1931 | 219  | −2.85%  |
| 1936 | 203  | −1.51%  |
| 1946 | 190  | −0.66%  |
| 1954 | 157  | −2.36%  |
| 1962 | 103  | −5.13%  |
| 1968 | 88   | −2.59%  |
| 1975 | 106  | +2.69%  |
| 1982 | 136  | +3.62%  |
| 1990 | 159  | +1.97%  |
| 1999 | 168  | +0.61%  |
| 2006 | 198  | +2.37%  |
| 2011 | 234  | +3.40%  |
| 2014 | 241  | +0.99%  |
| 2016 | 243  | +0.41%  |
| 2017 | 248  | +2.06%  |

## 지도자
| 기간 | 기간 | 이름                             | 소속 | 비고        |
| ---- | ---- | -------------------------------- | ---- | ----------- |
|      |      |                                  |      |             |
| 1953 | 1965 | 조제프 그루모 (Joseph Grumod)    |      |             |
| 1965 | 1977 | 히폴리테 틸레 (Hippolyte Tiller) |      |             |
| 1977 | 2008 | 로베르 고낭 (Robert Gonnand)     |      |             |
| 2008 | 현재 | 막스 오르세 (Max Orset)          | SE   | 2014년 재선 |

## 문화와 유산

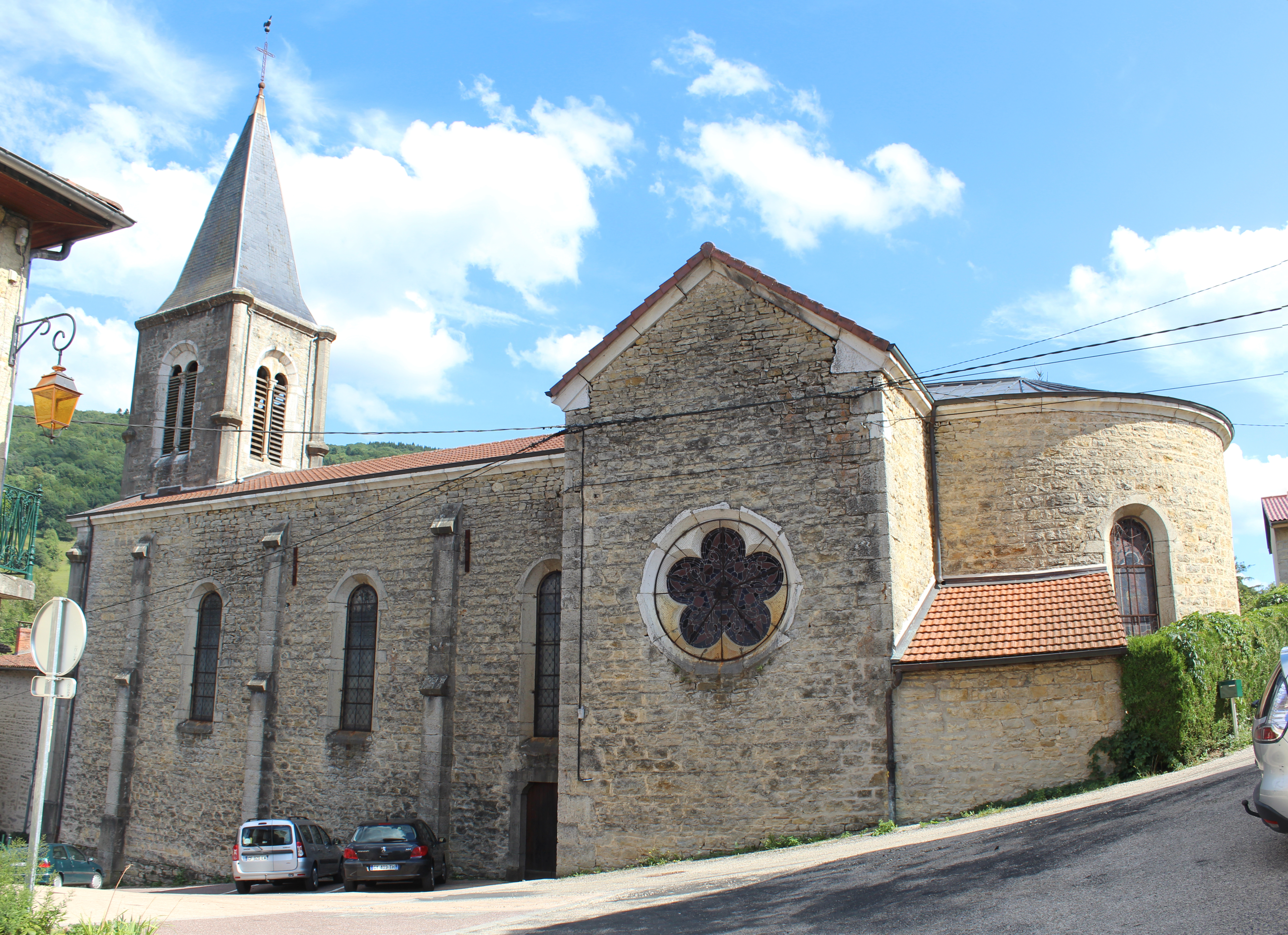
생트 마들렌 교회

### 유적
- 19세기 건축된 신고전주의 양식의 교회.
- 레지스탕스 기념비 (1944년 2월).

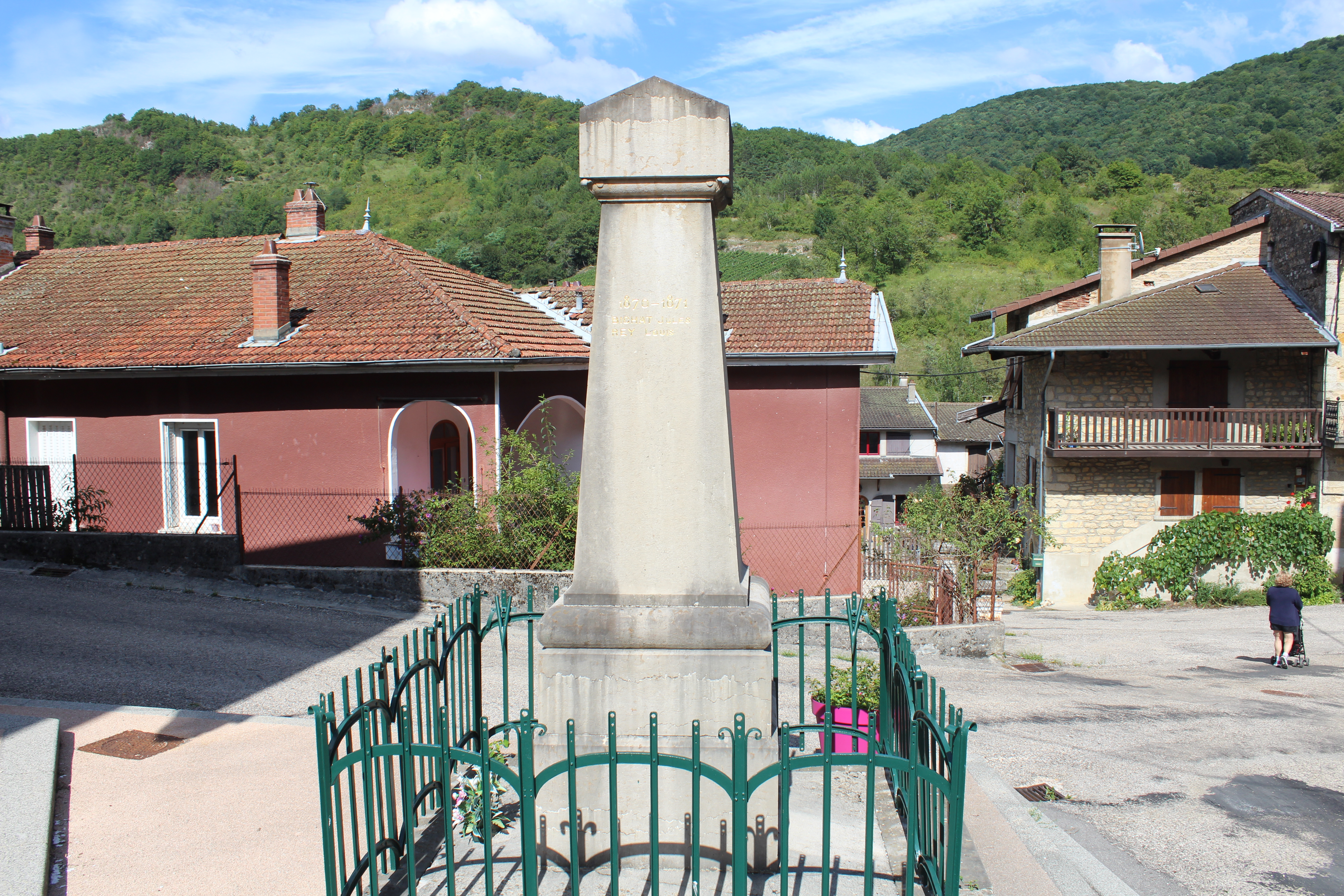
레지스탕스 기념비

## 같이 보기
- 앵주의 코뮌 목록